# Сенка вампира
Сенка вампира (енгл. Shadow of the Vampire) је независни историјски мистеријски филм из 2000. године, режисера Е. Елиаса Мериџа, према сценарију који је написао Стивен Кац. Главне улоге у филму тумаче Џон Малкович, Вилем Дафо, Кери Елвес, Џон Аден Џилет, Еди Изард, Удо Кир, Кетрин Макормак и Роман Вајберт. Сенка вампира је фикционализован приказ снимања класичног хорор филма Носферату – Симфонија ужаса, у режији Ф. В. Мурнауа, током којег филмска екипа почиње да гаји узнемирујуће сумње у вези са својим главним глумцем.
Филм позајмљује неке технике немих филмова, укључујући употребу међутитлова за објашњење изостављене акције, као и ирис објектива. Премијерно је приказан 15. маја 2000. на Канском филмском фестивалу, док је 29. децембра у ограниченом издању објављен у америчким биоскопима. Био је номинован за Оскара у категорији за најбољу шминку, али је изгубио од филма Како је Гринч украо Божић. За своју улогу, Дефо је био номинован за Оскара за најбољег глумца у споредној улози.

## Радња
Године 1921, немачки режисер Ф. В. Мурнау снима филм Носферату – Симфонија ужаса, неовлашћену адаптацију романа Дракула Брема Стокера. Мурнау не открива својој екипи информације о предстојећем распореду и глумцу који игра вампира грофа Орлока. Другом главном глумцу, Густаву фон Вангенхајму, препуштено је да објасни да главну улогу има опскурни немачки позоришни глумац по имену Макс Шрек, који је карактерни глумац. Да би се у потпуности уживео у своју улогу, Шрек ће се међу глумцима и екипом појављивати само у костиму, снимаће се само ноћу и никада неће изаћи из лика.
Након снимања сцена у студију са главном глумицом Гретом Шредер, Мурнау води своју глумачку и филмску екипу у удаљену гостионицу у Чехословачкој где ће снимати на локацији. Газдарица постаје узнемирена због Мурнауа који почиње да уклања распећа у гостионици, а камерман Волфганг Милер пада у чудно, хипнотичко стање. Густав открива флашу крви међу залихама хране за екипу, а неко испоручује феретку у кавезу током ноћи још неоткривеном Шреку.
Једне ноћи, Мурнау пожурује своју екипу у оближњи, стари Оравски замак на снимање прве сцене са вампиром. Шрек се појављује први пут, а његов изглед и понашање их импресионирају и узнемирују. Продуцент филма, Албин Грау, збуњен је када му Мурнау каже да је првобитно пронашао Шрека у замку. Убрзо након завршетка сцене, Волфганг је пронађен срушен у тунелу у који се Шрек повукао.
Док је снимао сцену вечере између себе и Шрека, Густав је случајно посекао прст. Шрек бурно реагује и покушава да исиса крв из Густавове ране. Светла нестају и када се врате, Шрек је Волфгангу за вратом. Албин наређује да се снимање заврши за ноћ, а екипа жури из замка, остављајући Шрека иза себе. Сам, Шрек испитује опрему камере, фасциниран снимком изласка сунца. С обзиром да је Волфганг близу смрти, Мурнау је приморан да доведе другог сниматеља, Фрица Арноа Вагнера, након што насамо изгрди Шрека јер је напао чланове његове екипе и запрети му да ће га повредити ако се не контролише у Мурнауовом одсуству. Шрек због своје бесмртности не доживљава претњу озбиљно.
Кад се Мурнау врати у Берлин да смири финансијере филма, Шрек прилази Албину и сценаристи Хенрику Галену. Њих двојица верују да је он још увек у улози, а Шрек истиче Дракулину усамљеност и тугу због тога што покушава да се сети како да ради иначе свакодневне послове које вековима није морао да обавља. Када га питају како је постао вампир, Шрек каже да је то учинила жена. Шрек зграби слепог миша и дивљачки му исиса крв. Грау и Гален су, због свог пијаног стања, импресионирани нечим за шта претпостављају да је талентована глума. Касније те ноћи, Шрек напада и убија члана екипе на сету филма.
Продукција се сели на острво Хелголанд да би снимила завршне сцене, а Мурнау, у омамљености изазваном лауданумом, признаје Албину и Фрицу да је Шрек прави вампир, као и да му је у замену за сарадњу обећао Грету. Њих двојица схватају да су заробљени на острву, не остављајући им ништа друго него да заврше филм те ноћи.
На сету Грета постаје хистерична након што примети да Шрек не баца никакав одраз у огледалу. Мурнау, Албин и Фриц је дрогирају лауданумом и снимају како се Шрек храни Гретом, а лауданум у њеној крви га успављује. У зору, њих тројица покушавају да отворе врата и пусте сунчеву светлост да уништи Шрека, али откривају да је вампир претходно пресекао ланац механизма, заробивши их при томе. Фриц и Албин нападају Шрека, али овај их убија. Мурнау, у међувремену, наставља са снимањем, и, полудео, потпуно игнорише смрт својих колега и злонамерни поглед који му Шрек упућује. Уместо тога, он налаже Шреку да се врати на своје место за још један снимак. Шрек наставља да се храни Гретом, док Мурнау снима. Гален и екипа долазе и подижу врата, уништавајући Шрека сунчевом светлошћу. Пошто је постао потпуно опседнут филмом, Мурнау тражи последњу клапу од своје узнемирене екипе. Он зауставља камеру и мирно каже: „Мислим да га имамо.”

## Улоге
| Глумац          | Улога                  |
| --------------- | ---------------------- |
| Џон Малкович    | Фридрих Вилхелм Мурнау |
| Вилем Дафо      | Макс Шрек              |
| Кери Елвес      | Фриц Арно Вагнер       |
| Џон Аден Џилет  | Хенрик Гален           |
| Еди Изард       | Густав фон Вангенхајм  |
| Удо Кир         | Албин Грау             |
| Кетрин Макормак | Грета Шредер           |
| Ронан Вајберт   | Волфганг Милер         |
| Николас Елиот   | Паул                   |
| Софи Ланжвен    | Елка                   |
| Мирјам Милер    | Марија                 |

Филм приказује како је неколико главних ликова убио вампир; међутим, историјски гледано, ови појединци су наставили да живе дуге животе након продукције филма. Фриц Вагнер и Албин Грау живели су до 1950-их и 1970-их. Грета Шредер наставила је са филмском каријером све до 1950-их и умрла је 1980. године. Она је такође приказана као позната глумица, али у ствари није била, а до 1930-их добијала је све мање и мање улоге. Од свих приказаних ликова, Мурнау је умро најбрже након продукције Носфератуа; погинуо је у саобраћајној несрећи у Калифорнији 1931. године. Филмски приказ Мурнауа као немилосрдног и аутократског такође је нетачан; био је познат као редитељ са ретким сензибилитетом.

## Продукција
Радни наслов филма је био Burned to Light (срп. Спаљен светлошћу), али је редитељ одлучио да промени име филма када га је Дефо упитао: „Ко је Ед?”; глумац је мислио да наслов гласи Burn Ed to Light (срп. Спали Еда светлошћу).
Филм је продуцирао Saturn Films Николаса Кејџа. Кејџ је првобитно намеравао да глуми Шрека, али је касније дао улогу Дефоу када је овај показао интересовање за улогу. Кејџ је изјавио да је одувек желео Малковича у улози Мурнауа. Чланови онлајн игре Холивудска берза могли су да донирају малу суму новца за продукцију филма у замену за навођење својих имена на DVD издању филма, где би били потписани као „виртуелни продуценти”.
Продуцент Кејџ је раније глумио са Малковичем у филму Летећа тамница (1997) и Дафоом у филму Дивљи у срцу (1990).
Да би створио естетику старог филма, сниматељ Лу Боге је снимио већи део филма са Kodak Vision 800T филмом − специјалном филмом врло високе брзине са веома крупним зрном − у Super 35mm формату, што је додатно побољшало ефекат када је исечен и увећан до анаморфног.

## Пријем
Критичка реакција је углавном била позитивна, а Дафоов наступ у улози Шрека/Орлока добио је посебне похвале. На веб-сајту Rotten Tomatoes, филм има рејтинг одобравања од 81% на основу 140 рецензија, са просечном оценом 6,9/10. Критички консензус сајта каже: „Сенка вампира је застрашујућа, убедљива и смешна, и има одличну улогу Вилема Дафоа”. На сајту Metacritic, филм има оцену 71 од 100, на основу 31 критичара, што указује на „генерално повољне критике”.
Роџер Иберт дао је филму 3½ звездице од 4, написавши да „редитељ Е. Елиас Мериџ и његов сценариста Стивен Кац раде две ствари у исто време. Снимају сопствени филм о вампирима и причају причу о мерама које ће редитељ предузети да би остварио своју визију”, као и да Дафо „отелотворује Шрека из Носфератуа тако узнемирујуће да када се праве сцене из немог класика убаце у кадар, не примећујемо разлику”. Иберт је касније доделио филму своју специјалну награду жирија на својој листи „најбољих 10 филмова 2000. године”, пишући о Дафоовом „запањујућем наступу” и да филм: „Избегавају замку ироније; поштује материјал озбиљно, што је заиста застрашујуће.”
Е. О. Скот из новина The New York Times је написао: „Можете пронаћи диверзију у невероватној мешавини сатире иза кулиса и артхаус феште страха, усидрену језивом, комичном и чудно дирљивом изведбом Вилема Дафоа као Шрека који пије крв.”

## Награде и номинације
| Награда                                          | Категорија                                    | Номиновани                | Исход      | Реф.   |
| ------------------------------------------------ | --------------------------------------------- | ------------------------- | ---------- | ------ |
| Оскар                                            | Најбољи споредни глумац                       | Вилем Дафо                | Номинација | [ 7 ]  |
| Оскар                                            | Најбоља шминка                                | Ен Бјукенан и Амбер Сибли | Номинација | [ 7 ]  |
| Награда Брем Стокер                              | Најбољи сценарио                              | Стивен Кац                | Освојено   | [ 20 ] |
| Награде Златни глобус                            | Најбољи спроедни глумац                       | Вилем Дафо                | Номинација | [ 21 ] |
| Награде Златни сателит                           | Најбољи споредни глумац, комедија или мјузикл | Вилем Дафо                | Освојено   | [ 22 ] |
| Награде Спирит                                   | Најбољи споредни глумац                       | Вилем Дафо                | Освојено   | [ 23 ] |
| Награде Спирит                                   | Најбоља фотографија                           | Лу Боге                   | Номинација | [ 23 ] |
| Награде Удружења филмских критичара Лос Анђелеса | Најбољи споредни глумац                       | Вилем Дафо                | Освојено   | [ 24 ] |
| Награде Удружења филмских глумаца                | Најбољи споредни глумац                       | Вилем Дафо                | Номинација | [ 25 ] |